# Войанское восстание
Войанское восстание (также Первое войанское восстание, геэз ቀዳማይ ወያነ букв. с тигр. «Народное восстание») — восстание против императорского правления в эфиопской провинции Тигре (Тыграй), произошедшее в 1943 году. Восстание возглавил Ыбио Волдаи, имевший титул фитаврари.
После того как в 1941 году Эфиопия была освобождена с помощью британских войск от итальянской оккупации в ходе Восточно-Африканской кампании Второй мировой войны, правительство Хайле Селассие I, стремясь ослабить могущество знати и элит различных эфиопских областей, приняло закон о новом административно-территориальном делении страны. Согласно этому закону, Эфиопия отныне делилась на четырнадцать провинций (Тэкле Гизат), порядка ста уездов (авраджасы) и шестьсот округов (вореды). Это должно было ограничить властные права сотен дворян в провинциях по всей империи. Таким способом Хайле Селассие стремился централизовать свою власть, а провинциальные расы и прочие дворяне с их администрациями становились фактически, а не номинально зависимыми от императорского правительства.
Провинция Тигре была разделена на восемь уездов, каждый из которых, в свою очередь, подразделялся на несколько округов. После освобождения страны в 1941 году в ней произошло множество восстаний в разных частях империи (Теодроса Иясу Ремо (октябрь—ноябрь 1941), Серы (осень 1941), Тэсфайе (весна 1942), Хайле Мариама Рэдды (1942—1943, также в Тигре), героя войны Бэлая Зэллекэ (1944) и так далее), однако Войанское восстание, начавшееся в южной и восточной частях Тигре в сентябре 1943 года, стало самым мощным из них; оно было подавлено спустя месяц, но поставило под угрозу само существование режима Хайле Селассие. Ввиду масштабов восстания императорское правительство было вынуждено обратиться за помощью к британцам, чьи войска оставались в стране, и повстанцев удалось разгромить только благодаря бомбардировкам их позиций британской авиацией.
Хайле Мариам Редда использовала Уыкро в качестве своей штаб-квартиры во время Войанского восстания, пока Рас Абебе Арегаи не захватил город 17 октября 1943 года.
Причинам восстания считаются жадность и коррумпированность эфиопской администрации в Тигре, которые в условиях нестабильности и хаоса в регионе привели к народному выступлению; распространения восстания также усугубилось большим количеством доступного оружия, имевшегося в регионе после поражения итальянцев.